# Live: The 50th Anniversary Tour
Albums de The Beach Boys
Fifty Big Ones
(2012) Made in California
(2013)
Live: The 50th Anniversary Tour est un album des Beach Boys sorti en 2013. Il retrace leur tournée de l'année précédente, qui commémorait le cinquantième anniversaire de la naissance du groupe.
Dans sa critique pour le site AllMusic, Stephen Thomas Erlewine le décrit comme « une agréable tranche de nostalgie » et lui donne trois étoiles sur cinq.

## Titres
Toutes les chansons sont de Brian Wilson et Mike Love, sauf mention contraire.

### CD 1
| No  | Titre                                                                          | Durée |
| --- | ------------------------------------------------------------------------------ | ----- |
| 1.  | Do It Again                                                                    | 3:38  |
| 2.  | Little Honda                                                                   | 2:06  |
| 3.  | Catch a Wave                                                                   | 2:09  |
| 4.  | Hawaii                                                                         | 1:46  |
| 5.  | Don't Back Down                                                                | 1:45  |
| 6.  | Surfin' Safari                                                                 | 2:48  |
| 7.  | Surfer Girl (Brian Wilson)                                                     | 2:29  |
| 8.  | The Little Girl I Once Knew (Brian Wilson)                                     | 3:09  |
| 9.  | Wendy                                                                          | 2:25  |
| 10. | Getcha Back (Mike Love, Terry Melcher)                                         | 2:42  |
| 11. | Then I Kissed Her (Phil Spector, Ellie Greenwich, Jeff Barry)                  | 2:17  |
| 12. | Marcella (Brian Wilson, Tandyn Almer, Jack Rieley)                             | 3:23  |
| 13. | Isn't It Time (Brian Wilson, Mike Love, Joe Thomas, Jim Peterik, Larry Millas) | 4:01  |
| 14. | Why Do Fools Fall in Love (Morris Levy, Frankie Lymon)                         | 2:30  |
| 15. | When I Grow Up (To Be a Man)                                                   | 2:55  |
| 16. | Disney Girls (1957) (Bruce Johnston)                                           | 5:33  |
| 17. | Be True to Your School                                                         | 3:06  |
| 18. | Little Deuce Coupe (Brian Wilson, Roger Christian)                             | 1:50  |
| 19. | 409 (Brian Wilson, Mike Love, Gary Usher)                                      | 1:52  |
| 20. | Shut Down (Brian Wilson, Mike Love, Roger Christian)                           | 1:46  |
| 21. | I Get Around                                                                   | 2:46  |

### CD 2
| No  | Titre                                                                                  | Durée |
| --- | -------------------------------------------------------------------------------------- | ----- |
| 1.  | Pet Sounds (Brian Wilson)                                                              | 3:45  |
| 2.  | Add Some Music to Your Day (Brian Wilson, Joe Knott, Mike Love)                        | 3:49  |
| 3.  | Heroes and Villains (Brian Wilson, Van Dyke Parks)                                     | 3:54  |
| 4.  | Sail On, Sailor (Brian Wilson, Van Dyke Parks, Tandyn Almer, Ray Kennedy, Jack Rieley) | 3:45  |
| 5.  | California Saga: California (Al Jardine)                                               | 3:09  |
| 6.  | In My Room (Brian Wilson, Gary Usher)                                                  | 2:53  |
| 7.  | All This Is That (Al Jardine, Carl Wilson, Mike Love)                                  | 3:38  |
| 8.  | That's Why God Made the Radio (Brian Wilson, Joe Thomas, Jim Peterik, Larry Millas)    | 4:27  |
| 9.  | Forever (Dennis Wilson, Gregg Jakobson)                                                | 2:57  |
| 10. | God Only Knows (Brian Wilson, Tony Asher)                                              | 2:39  |
| 11. | Sloop John B (trad. arr. Brian Wilson, Al Jardine)                                     | 3:07  |
| 12. | Wouldn't It Be Nice (Brian Wilson, Mike Love, Tony Asher)                              | 2:41  |
| 13. | Good Vibrations                                                                        | 4:14  |
| 14. | California Girls                                                                       | 3:15  |
| 15. | Help Me, Rhonda                                                                        | 3:19  |
| 16. | Rock and Roll Music (Chuck Berry)                                                      | 2:48  |
| 17. | Surfin' U.S.A. (Brian Wilson, Chuck Berry)                                             | 3:00  |
| 18. | Kokomo (Mike Love, Terry Melcher, Scott McKenzie, John Phillips)                       | 4:00  |
| 19. | Barbara Ann (Fred Fassert)                                                             | 2:33  |
| 20. | Fun, Fun, Fun                                                                          | 3:29  |

## Musiciens

### The Beach Boys
- Al Jardine : chant, chœurs, guitare rythmique
- Bruce Johnston : chant, chœurs, claviers
- Mike Love : chant, chœurs, percussions
- David Marks : chant, chœurs, guitare principale
- Brian Wilson : chant, chœurs, claviers, basse

### Musiciens supplémentaires
- Scott Bennett : claviers, baguettes, percussions, chœurs
- Nelson Bragg : percussions, chœurs
- John Cowsill : batterie, chœurs
- Mike D'Amico : basse, batterie, chœurs
- Jeff Foskett : guitare, mandoline, percussions, chœurs
- Probyn Gregory : guitare, cor, basse, tannerin, percussions, chœurs
- Darian Sahanaja : claviers, baguettes, chœurs
- Scott Totten : guitare, ukulélé, chœurs
- Paul von Mertens : vents